# World Series 2018
Le World Series 2018 sono state la 114ª edizione della serie di finale della Major League Baseball al meglio delle sette partite tra i campioni della National League (NL) 2018, i Los Angeles Dodgers, e quelli della American League (AL), i Boston Red Sox. È stato il secondo incontro tra le due franchigie, dopo che Boston aveva battuto i Brooklyn Robins (in seguito rinominati Dodgers) in cinque partite nel 1916. A vincere il loro nono titolo, il primo dal 2013 sono stati i Red Sox per quattro gare a una. Miglior giocatore è stato premiato Steve Pearce, che ha battuto 3 fuoricampo (2 dei quali nella decisiva gara 5) e 8 punti battuti a casa.

## Sommario
Boston vince la serie 4-1
| Gara | Data       | Punteggio                                   | Stadio         | Ora/tempo | Pubblico |
| ---- | ---------- | ------------------------------------------- | -------------- | --------- | -------- |
| 1    | 23 ottobre | Los Angeles Dodgers – 4, Boston Red Sox – 8 | Fenway Park    | 3:52      | 38 454   |
| 2    | 24 ottobre | Los Angeles Dodgers – 2, Boston Red Sox – 4 | Fenway Park    | 3:12      | 38 644   |
| 3    | 26 ottobre | Boston Red Sox – 2, Los Angeles Dodgers – 3 | Dodger Stadium | 7:20      | 53 114   |
| 4    | 27 ottobre | Boston Red Sox – 9, Los Angeles Dodgers – 6 | Dodger Stadium | 3:57      | 54 400   |
| 5    | 28 ottobre | Boston Red Sox – 5, Los Angeles Dodgers – 1 | Dodger Stadium | 3:00      | 54 367   |